# Trivia (mythologie)
Pour les articles homonymes, voir Trivia (homonymie).
Trivia (du latin trivius, a, um, « qui se trouve aux carrefours ») est une déesse de la religion romaine et de la mythologie romaine, dans l'Antiquité. On pensait qu'elle hantait les carrefours et les cimetières, et qu'elle était liée aux pratiques de magie et de sorcellerie. Elle n'est parfois qu'un surnom de Diane ou de la déesse grecque Hécate, avec qui elle avait en commun de posséder des sanctuaires situés près des carrefours.